# (12524) Conscience
(12524) Conscience ist ein Asteroid des inneren Hauptgürtels, der am 25. April 1998 vom belgischen Astronomen Eric Walter Elst am La-Silla-Observatorium der Europäischen Südsternwarte (IAU-Code 809) in Chile entdeckt wurde. Sichtungen des Asteroiden hatte es schon vorher im August 1995 unter der vorläufigen Bezeichnung 1995 QY10 am selben Observatorium gegeben.
(12524) Conscience wurde am 28. September 2004 nach dem flämischen Erzähler und Mitbegründer der flämischen Literatur Hendrik Conscience (1812–1883) benannt. Conscience bescherte mit seinen Werken nicht nur der flämischen Kultur, sondern auch der flämischen Identität einen beispiellosen Auftrieb.